# Valentin Triller
Valentin Triller (1493–1573) byl německý luterský duchovní, hudební skladatel a autor duchovních písní, působící v Dolním Slezsku.
Pocházel z města Góra. V letech 1550–1573 působil jako luterský farář ve vsi Oberpanthenau (dnes Ratajno) v břežském knížectví.
Je autorem zpěvníků Schlesisch Singebüchlein (1555) a Ein christlich Singbuch (1559).